# Богомазова, Елена Валерьевна
Еле́на Вале́рьевна Богома́зова (род. 9 февраля 1982 года, Ленинград, СССР) — российская пловчиха, специализировавшаяся в плавании брассом. Заслуженный мастер Спорта РФ.
Чемпионка Европы 2006 года на дистанции 50 м брассом, многократный призёр чемпионатов Европы на длинной и короткой воде на дистанциях 50, 100 и 200 метров брассом. Бронзовый призёр чемпионата мира на короткой воде 2000 года на дистанции 100 м. Многократная чемпионка России и экс-рекордсменка России. Одна из сильнейших пловчих брассом Европы на протяжении 2000-х годов.
Дважды участвовала в Олимпийскких играх: в 2004 году в Афинах заняла 15-е место на 100-метровке, 12-е место на 200-метровке и 12-е место в составе сборной России в комбинированной эстафете 4×100 м; в 2008 году в Пекине заняла 18-е место на 100-метровке.
Тренер — Михаил Горелик.